# Zwerg-Mausmaki
Der Zwerg-Mausmaki (Microcebus myoxinus) ist eine auf Madagaskar lebende Primatenart aus der  Gattung der Mausmakis innerhalb der Gruppe der Lemuren.

## Merkmale
Zwerg-Mausmakis zählen zu den kleineren Vertretern ihrer Gattung und somit zu den kleinsten Primaten. Sie erreichen eine Kopfrumpflänge von 12 bis 13 Zentimeter, eine Schwanzlänge von 14 bis 15 Zentimeter und ein Gewicht von 40 bis 55 Gramm. Ihr Fell ist an der Oberseite rötlichbraun, der Bauch ist hellgrau. Am Rücken erstreckt sich ein auffälliger rötlicher Aalstrich. Der rotbraune Schwanz endet in einer weißen Spitze. Der rötliche Kopf hat große Augen, relativ kurze Ohren und einen gelbgrauen Fleck zwischen den Augen.

## Verbreitung und Lebensraum

Verbreitungsgebiet des Zwerg-Mausmakis (rot)

Zwerg-Mausmakis haben ein disjunktes Verbreitungsgebiet im westlichen Madagaskar, es erstreckt sich ungefähr zwischen dem Fluss Tsiribihina und der Soalala-Halbinsel. Ihr Lebensraum sind trockene Laubwälder und Savannen, es gibt aber auch Berichte, dass diese Tiere in Mangrovenregionen vorkommen.

## Lebensweise
Die Lebensweise dieser Art ist wenig erforscht, sie stimmt vermutlich mit der anderer Mausmakis aus dem westlichen Madagaskar überein. Demzufolge sind sie nachtaktive Baumbewohner, die tagsüber in Baumhöhlen oder Blätternestern schlafen. Sie dürften Allesfresser sein, die sich sowohl von Früchten, Blüten und anderem Pflanzenmaterial als auch von Insekten ernähren.

## Gefährdung
Da das genaue Verbreitungsgebiet dieser Art nicht bekannt ist, lassen sich auch keine sicheren Angaben zum Gefährdungsgrad machen. Sie ist derzeit hauptsächlich von geschützten Gebieten bekannt. Die IUCN listet sie unter „zu wenig Daten vorhanden“ (data deficient).
In Europa wird die Art nicht mehr gehalten, ehemaliger Halter ist der Kölner Zoo.

## Belege
1. ↑    ZTL 17.7